# Сяберо (присілок)
Сяберо (рос. Сяберо) — присілок у Лузькому районі Ленінградської області Російської Федерації.
Населення становить 50 осіб. Належить до муніципального утворення Волошовське сільське поселення.

## Історія
Згідно із законом від 28 вересня 2004 року № 65-оз належить до муніципального утворення Волошовське сільське поселення.

## Населення
| 1838 | 1862 | 1885 | 1997 | 2007 | 2010 |
| ---- | ---- | ---- | ---- | ---- | ---- |
| 11   | ↗164 | ↗215 | ↘61  | ↘40  | ↗50  |